# Dian Pramana Poetra
Dian Pramana Poetra (ur. 2 kwietnia 1961 w Medanie, zm. 27 grudnia 2018 w Dżakarcie) – indonezyjski piosenkarz.
Popularność zyskał w latach 80. XX wieku, kiedy to współpracował z Deddym Dhukunem w ramach duetu 2D. Wspólnie wydali cztery albumy: Keraguan, Masih Ada, Sebelum Aku Pergi, Peluklah Diriku. Był także członkiem formacji K3S (Kelompok 3 Suara), którą tworzył z Dhukunem i Bagusem A. Ariyanto.
Wśród przebojów, które wylansował, są m.in. utwory: „Biru”, „Kau Seputih Melati”, „Masih Ada”, „Aku Ini Punya Siapa”, „Semua Jadi Satu”, „Keraguan”, „Gadis di Cafetaria”. Wraz z Dhukunem skomponował utwór „Melayang”, który w wykonaniu piosenkarki January Christy uplasował się na pozycji 34. w zestawieniu 150 indonezyjskich utworów wszech czasów, ogłoszonym przez miejscowe wydanie magazynu „Rolling Stone”.
W 2015 r. został laureatem prestiżowej nagrody Anugerah Musik Indonesia (AMI). Jest zaliczany do grona kompozytorów, którzy przyczynili się do rozwoju indonezyjskiej muzyki popularnej.
Zmarł w 2018 r. na białaczkę.

## Dyskografia (wybór)
Źródło:
Albumy
- 1983: Indonesian Jazz Vocal
- 1985: 17 ½ Tahun Ke atas
- 1997: Melody Memory Th 70an with Various Artists
- 2000: Dian Pramana Poetra & Friends